# 宮園 (厚岸町)
宮園（みやぞの）は、北海道厚岸郡厚岸町にある町名。1丁目から4丁目で構成される。郵便番号は088-1124。

## 地理
厚岸町西部にの厚岸湾沿い、太田地区への入口に位置し、白浜、光栄、太田東、住の江、山の手、真栄に隣接する。地区内を国道44号と根室本線が横断している。1958年（昭和33年）に梅香町から町役場が移転してきて以降、役場所在地であった期間が存在した。

### 河川
- 尾幌川

## 歴史
かつては海岸沿いを除いて国道44号から太田村方面に向かう道道が通るのみの原野であったが、1970年代頃に宅地開発が行われ、現在では住宅地が広がっている。

### 沿革
- 1900年（明治33年） 7月1日 - 厚岸町が一級町村制を施行し、厚岸町の一部となる。
- 1962年（昭和37年） - 真竜町が港町、真栄町、宮園町、住の江町、白浜町に分割される[3]。
- 2006年（平成18年）11月13日 - 厚岸町字名改正事業に伴って、字宮園町、字真栄町1条、大字真龍町の一部をもって宮園1丁目から4丁目が成立する[4][5]。

## 世帯数と人口
2023年（令和5年）3月31日現在の世帯数と人口は以下のとおりである。
| 地区名 | 世帯数  | 人口    |
| ------ | ------- | ------- |
| 宮園   | 545世帯 | 1,099人 |

## 小・中学校の学区
町立小・中学校に通う場合、学区は以下の通りとなる。
|      | 小学校             | 中学校             |
| ---- | ------------------ | ------------------ |
| 全域 | 厚岸町立真龍小学校 | 厚岸町立真龍中学校 |

## 交通
- 根室本線厚岸駅
- 国道44号
- 北海道道14号厚岸標茶線
- 北海道道123号別海厚岸線
- 北海道道425号厚岸停車場線

## 施設
- 宮園公園